# Dagblad
Een dagblad is een regelmatig verschijnend klassiek massamedium en nog steeds een van de populairste en invloedrijkste vormen van nieuwsvoorziening, alhoewel de oplage van betaalde dagbladen daalt.
Niet alle kranten zijn dagbladen. Zoals het woord al aangeeft verschijnt een dagblad dagelijks. Dat betekent in Nederland en België in het algemeen: zes keer per week (alle dagen behalve zondag). In veel andere landen zijn zondagsedities gebruikelijk. In Nederland, waar zondagkranten tot begin 20e eeuw gemeengoed waren, begon vanaf 7 maart 2004 De Twentsche Courant Tubantia weer met een zondagskrant tot 1 januari 2009. Vanaf 21 maart 2004 werd dit initiatief gevolgd door De Telegraaf. In België startte Roularta Media Group met de gratis krant De Zondag.
Dagbladen worden verspreid aan betalende abonnees of los verkocht via kiosken of andere verkooppunten. Sinds omstreeks 2000 is het aanbod aangevuld met gratis dagbladen: de Metro, Sp!ts en De Pers verschenen vijf keer per week en worden onder andere klaargelegd voor of uitgereikt aan forenzen. Deze dagbladen zijn voor hun inkomsten geheel afhankelijk van adverteerders. Er is wel enige teruggang: DAG van uitgever PCM verscheen tussen mei 2007 en oktober 2008 terwijl De Telegraaf de gratis middagkrant News.nl uitgaf in 2000 en 2001. Metro en De Pers gaven een zaterdageditie uit, maar die zijn gestopt in 2005 (Metro) en 2008 (De Pers). Van de gratis dagbladen is na 2015 alleen Metro gehandhaafd.
De meeste dagbladen hebben een eigen kleur, een opiniërende toonzetting van politiek, ethisch en religieus gevoelige onderwerpen, waarmee elke krant een bepaald lezerspubliek wil aanspreken. Dat geldt vooral voor de landelijke dagbladen. De regionale dagbladen zijn in hun verspreidingsgebied bijna allemaal monopolist. Het aantal titels is ten gevolge van fusies en overnames sterk teruggelopen.
De meeste dagbladen maken deel uit van grote uitgeefconcerns, in Nederland zijn dit Mediahuis Nederland, de Persgroep en Wegener. De overkoepelende organisatie van dagbladen in Nederland is de vereniging de Nederlandse Dagbladpers (NDP).
Dagbladen zijn door het jaar gezien niet altijd even dik. Tijdens de komkommertijd, als er minder nieuws voorhanden is, zijn de kranten dunner. Het eerste dagblad in Europa was in 1605 de Nieuwe Tijdinghe dat te Antwerpen verscheen en uitgegeven werd door Abraham Verhoeven.

## Dagbladen op internet

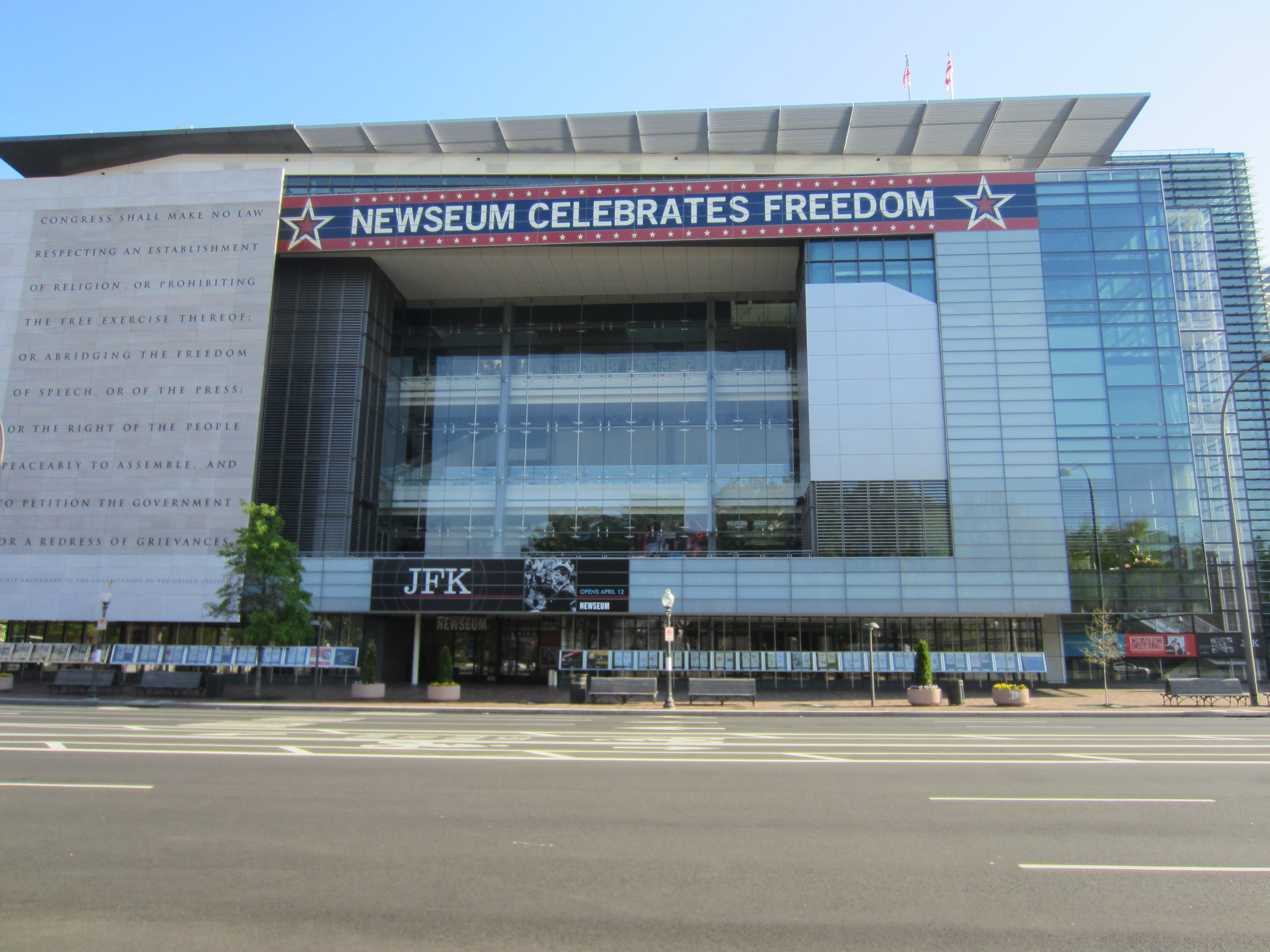
Newseum, Washington D.C.

Van veel papieren dagbladen is de volledige versie ook op internet te lezen, vaak gratis voor abonnees van de papieren krant, en/of voor anderen tegen een lagere abonnementsprijs dan die van een abonnement op de papieren krant.
De voorpagina's van ruim 700  dagbladen (voor Nederland Trouw, De Pers en het AD) zijn op de dag zelf te raadplegen op de site van Newseum. Via een andere website, PressDisplay zijn een kleine 900 dagbladen (waaronder De Volkskrant, NRC, AD, en het Nederlands Dagblad) te lezen. Er is een betaald PressDisplay abonnement waarmee alle kranten van de laatste twee weken te lezen zijn, en een goedkoper abonnement met beperkingen. Ook hier zijn de voorpagina's gratis, en als men zich gratis registreert zijn ook dagelijks twee artikelen van elk dagblad gratis te lezen. 
Op Blendle, een Nederlandse digitale nieuwskiosk, is het mogelijk om tegen betaling losse artikelen aan te schaffen uit diverse kranten en tijdschriften.
Ook veel bibliotheken hebben voor een of meer bezoekers tegelijk een abonnement. Ook zonder abonnement kan de volledige tekst van alle kranten van de laatste twee weken doorzocht worden. Om de resultaten te lezen moet dan per krant betaald worden. Van enkele kranten zijn op de site van de Koninklijke Bibliotheek enkele decennia van oude jaargangen tot uiterlijk mei 1945 gratis via internet beschikbaar.

## Verwante onderwerpen
- Lijst van dagbladen
- Lijst van voormalige dagbladen in Vlaanderen
- Lijst van kranten in Nederland
- Krant
- Krantenbank
- Weekblad
- Maandblad
- Tijdschrift